# Lady Oscar (série télévisée d'animation)
Pour les articles homonymes, voir Lady Oscar.
 (octobre 2021).
Si vous disposez d'ouvrages ou d'articles de référence ou si vous connaissez des sites web de qualité traitant du thème abordé ici, merci de compléter l'article en donnant les références utiles à sa vérifiabilité et en les liant à la section « Notes et références ».
Lady Oscar (ベルサイユのばら, Berusaiyu no bara) est un anime japonais en quarante épisodes de 23 minutes, créé d'après le manga La Rose de Versailles de Riyoko Ikeda et diffusé du 10 octobre 1979 au 3 septembre 1980 sur NTV.
En France, la série a été diffusée à partir du 8 septembre 1986 sur Antenne 2 dans l'émission Récré A2, rediffusée en 1989 toujours sur Antenne 2, puis en 1998 sur France 3 dans l'émission Les Minikeums, sur France 5 dans l'émission Midi les Zouzous en 2004, et enfin en 2005 et en 2011 sur Mangas. Au Québec, elle a été diffusée à partir du 13 décembre 1986 sur TVJQ puis rediffusée à partir du 4 mars 1989 sur Canal Famille.

## Synopsis
L'histoire de Versailles no Bara se passe à la fin du XVIIIe siècle en France. Oscar est une jeune femme élevée en garçon par un père excédé de n'avoir que des filles. L'éducation militaire d'Oscar lui permet de devenir le capitaine de la garde royale, chargée de la protection de la jeune dauphine Marie-Antoinette. Aux côtés d'Oscar, il y a André, son ami d'enfance, secrètement amoureux d'elle. Ensemble, ils devront affronter les premiers troubles annonçant la Révolution française.

## Voix françaises
- Nadine Delanoë : Oscar François de Jarjayes
- Gérard Lartigau : André Grandier (jusqu'à l'épisode 16)
- Éric Legrand : André Grandier (voix principale)
- Jean Topart : Le narrateur
- Amélie Morin : Marie-Antoinette
- Françoise Pavy : Rosalie Lamorlière
- Jean-Pierre Leroux : Hans Axel de Fersen
- Bernard Tiphaine : Bernard Châtelet, Nicolas de La Motte, Général de Jarjayes (2e voix), Girodelle (2e voix)
- Maïk Darah : Jeanne de la Motte
- Luq Hamet : Louis XVI (adolescent)
- Olivier Destrez : Louis XVI (adulte)
- Henri Poirier : Louis XV, Cardinal de Rohan
- Jane Val : Grand-Mère d'André (1re voix)
- Lucie Dolène : Grand-Mère d'André (2e voix)
- Danielle Volle : Marie-Thérèse d'Autriche
- Anne Kerylen : La comtesse Jeanne du Barry
- Michèle André : Gabrielle de Polastron, comtesse puis duchesse de Polignac (appelée « Julie » dans l'anime) (1re voix)
- Liliane Patrick : Yolande de Polastron, comtesse puis duchesse de Polignac - (voix principale)
- Edgar Givry : Girodelle (1re voix)
- Thierry Bourdon : Alain de la Vigne
- Joël Martineau : Général de Jarjayes (1re voix)
- Claude Chantal : Mme de Jarjayes
- Paul Bisciglia : Maximilien Robespierre
- Marie Martine : Mme de Noailles (1re voix)
- Monique Thierry : Mme de Noailles (2e voix)

 Source et légende : version française (VF) sur RS Doublage

## Épisodes
| No | Titre français                              | Titre japonais               | Titre japonais                                                       | Date de 1re diffusion |
| No | Titre français                              | Kanji                        | Rōmaji                                                               | Date de 1re diffusion |
| --- | ------------------------------------------- | ---------------------------- | -------------------------------------------------------------------- | --------------------- |
| 1 | Oscar ! Le destin d'une rose                | オスカル！ バラの運命        | Oscar! bara no sadame                                                | 10 octobre 1979       |
| 2 | Vole, papillon Autrichien                   | 舞え！ オーストリアの蝶      | Mae! Austria no choo                                                 | 17 octobre 1979       |
| 3 | Une étincelle de rébellion à Versailles     | ベルサイユに火花散る         | Berusaiyu ni hibana chiru                                            | 24 octobre 1979       |
| 4 | Rose, vin, intrigues et…                    | バラと酒とたくらみと         | Bara to sake to takurami to…                                         | 31 octobre 1979       |
| 5 | Larmes de noblesse                          | 高貴さを涙にこめて           | Kedakasa o namida ni komete                                          | 7 novembre 1979       |
| 6 | Robes de soie et haillons                   | 絹のドレスとボロ服           | Kinu no doresu to borofuku                                           | 14 novembre 1979      |
| 7 | Qui a écrit la lettre d'amour ?             | 愛の手紙は誰の手で           | Ai no tegami wa dare no te de                                        | 21 novembre 1979      |
| 8 | Oscar de mon cœur                           | 我が心のオスカル             | Waga kokoro no Oscar                                                 | 28 novembre 1979      |
| 9 | Un soleil se couche, un soleil se lève      | 陽は沈み陽は昇る             | Hi wa shizumi, hi wa noboru                                          | 5 décembre 1979       |
| 10 | La belle et démoniaque Jeanne               | 美しい悪魔ジャンヌ           | Utsukushii akuma Jeanne                                              | 12 décembre 1979      |
| 11 | Fersen retourne dans les pays du Nord       | フェルゼン北国へ去る         | Fersen kitaguni e saru                                               | 19 décembre 1979      |
| 12 | Le matin du duel, Oscar… ?                  | 決闘の朝オスカルは…？        | Kettou no asa Oscar wa…?                                             | 26 décembre 1979      |
| 13 | Vent d'Arras ! Réponds-moi !                | アラスの風よ応えて…          | Aras no kaze yo kotaete…                                             | 2 janvier 1980        |
| 14 | Le secret de l'ange                         | 天使の秘密                   | Tenshi no himitsu                                                    | 9 janvier 1980        |
| 15 | La comtesse du casino                       | カジノの伯爵夫人             | Casino no hakushaku fujin                                            | 16 janvier 1980       |
| 16 | Mère, quel est ton nom ?                    | 母、その人の名は…？          | Haha, sono hito no na wa…?                                           | 23 janvier 1980       |
| 17 | À présent, le temps des rencontres          | 今めぐり逢いの時             | Ima meguriai no toki                                                 | 30 janvier 1980       |
| 18 | Soudain comme Icare                         | 突然イカルスのように         | Totsuzen Ikarusu no you ni                                           | 6 février 1980        |
| 19 | Adieu, petite sœur !                        | さよなら、妹よ！             | Sayonara, imouto yo!                                                 | 13 février 1980       |
| 20 | Le bal d'adieu de Fersen                    | フェルゼン名残りの輪舞       | Fersen nagori no rinbu                                               | 20 février 1980       |
| 21 | Les roses noires éclosent la nuit           | 黒ばらは夜ひらく             | Kurobara wa yoru hiraku                                              | 27 février 1980       |
| 22 | Le collier au sinistre éclat                | 首飾りは不吉な輝き           | Kubikazari wa fukitsuna kagayaki                                     | 5 mars 1980           |
| 23 | Forte et rusée !                            | ずる賢くてたくましく！       | Zurugashikokute takumashiku!                                         | 12 mars 1980          |
| N/A | -                                           | 燃えつきたバラの肖像         | Moetsukita Bara no Shouzou (Portraits des roses brûlantes)           | 19 mars 1980          |
| Inédit hors Japon. Épisode diffusé par NTV qui ne souhaitait plus diffuser la série faute d'audience. Cet épisode narre la suite et fin des événements de la série sur des images fixes (celle d'Oscar et André à cheval sera ré-utilisée comme fin de l'épisode 37 et celle de l'émeute pour l'assaut des Jarjayes). L'épisode décrit des paysans abandonnant leurs fils à cause de la famine, cette séquence ne sera finalement pas adaptée dans la série. |                                             |                              |                                                                      |                       |
| 24 | Adieu ma jeunesse                           | アデュウわたしの青春         | Adieu, watashi no seishun                                            | 19 mars 1980          |
| 25 | Le menuet d'un premier amour                | かた恋のメヌエット           | Katakoi no menuetto                                                  | 26 mars 1980          |
| 26 | Je veux rencontrer le chevalier noir        | 黒い騎士に会いたい！         | Kuroikishi ni aitai!                                                 | 2 avril 1980          |
| 27 | Même si je perds la vue                     | たとえ光を失うとも…          | Tatoe hikari o ushinau to mo…                                        | 9 avril 1980          |
| 28 | André l'immature                            | アンドレ青いレモン           | Andre, aoi lemon                                                     | 16 avril 1980         |
| 29 | Une poupée qui apprend à marcher            | 歩き始めた人形               | Aruki hajimeta ningyoo                                               | 23 avril 1980         |
| 30 | Tu es la lumière, je suis l'ombre           | お前は光俺は影               | Omae wa hikari, ore wa kage                                          | 30 avril 1980         |
| 31 | La fleur des lilas pousse dans les casernes | 兵営に咲くリラの花           | Heiei ni saku rira no hana                                           | 7 mai 1980            |
| 32 | Prélude à la tempête                        | 嵐のプレリュード             | Arashi no pureriudo                                                  | 14 mai 1980           |
| 33 | Une cloche sonne au crépuscule              | たそがれに弔鐘は鳴る         | Tasogare ni choushou wa naru                                         | 21 mai 1980           |
| 34 | Le serment du jeu de paume                  | 今"テニス・コートの誓い"     | Ima "Tenisu kooto no chikai"                                         | 28 mai 1980           |
| 35 | Oscar, vole de tes propres ailes            | オスカル、今、巣離れの時     | Oscar, ima, subanare no toki                                         | 4 juin 1980           |
| 36 | Adieu est un mot d'amour                    | 合言葉は"サヨナラ"           | Ai kotoba wa "sayonara"                                              | 11 juin 1980          |
| 37 | La nuit du serment solennel                 | 熱き誓いの夜に               | Atsuki chikai no yoru ni                                             | 18 juin 1980          |
| 38 | Aux portes du destin                        | 運命の扉の前で               | Unmei no tobira no mae de                                            | 25 juin 1980          |
| 39 | Son sourire ne reviendra jamais             | あの微笑はもう還らない！     | Ano hohoemi wa mou kaeranai!                                         | 1er juillet 1980      |
| 40 | Adieu mon aimée Oscar                       | さようならわが愛しのオスカル | Sayounara waga itoshi no Oscar                                       | 3 septembre 1980      |
| 41 | -                                           | ベルサイユのばらと女たち     | Berusaiyu No Bara To Onnatachi (La Rose de Versailles et les femmes) | 10 septembre 1980     |
| Inédit hors Japon. Épisode de compilation d'une durée double à la normale. |                                             |                              |                                                                      |                       |

## Commentaires
L'anime a été réalisé en 1979 par TMS (Tokyo-Movie-Shinsha), d'après le manga original de Riyoko Ikeda édité au Japon, à partir de 1972. Cet anime n'est qu'une des nombreuses adaptations qui ont été consacrées à ce manga, et il n'est pas le premier : auparavant, une comédie musicale fut interprétée par la revue Takarazuka, intitulée « Berubara Gran Roman », compilée par Ueda Shinji en 1974. Ensuite, en 1976, l'histoire de la Rose de Versailles fut adaptée en feuilleton radio, et quelques années plus tard seulement, Riyoko Ikeda donna son accord pour des adaptations sur écran. La première de ces adaptations fut un film pour le cinéma : réalisée par Jacques Demy, sur des musiques de Michel Legrand et tournée en France en 1978, c'était cependant une production japonaise, jouée en anglais, dont la première fut jouée dans les cinémas japonais le 3 mars 1979. Le développement du film ayant concentré l'histoire sur le personnage d'Oscar, le film prit pour titre Lady Oscar. La version animée s'inspira à la fois du film et du manga, et prit pour titre Lady Oscar pour l'exportation. La Rose de Versailles à laquelle le titre original fait allusion est Marie-Antoinette, reine de France.
La version animée est composée de 42 épisodes : Outre les 40 épisodes réguliers, un épisode de compilation a également été produit, intitulé « Berusaiyu No Bara To Onnatachi » (La Rose de Versailles et les femmes). De plus, un autre épisode tout à fait mystérieux, produit en mars 1979 et vu à la télévision dans seulement quelques régions du Japon, intitulé « Moetsukita Bara no Shouzou » (Portraits des roses brûlantes). Ces deux épisodes spéciaux n'ont jamais été exportés, mais l'épisode 41 est très célèbre au Japon.
En 2022, pour célébrer les 50 ans de la sortie de La Rose de Versailles, une sélection de 13 épisodes est diffusée sur Tokyo MX, du 2 octobre au 25 décembre.

## À propos de la version française
- De courts passages jugés trop violents furent un temps coupés du montage français. Ils n'existent donc qu'en version originale. De plus, certains dialogues ont été censurés, ainsi il n'est jamais fait mention de prostitution en VF.
- Le générique français est chanté par Marie Dauphin en 1986. Le parolier Paul Persavon n'est autre qu'Antoine de Caunes, fils de Georges de Caunes et de Jacqueline Joubert alors directrice des programmes jeunesse d'Antenne 2.
- La célèbre voix de Jean Topart assure la narration qui, dans sa version originale, était prodiguée par une actrice japonaise spécialisée dans le doublage de dessins animés, Noriko Ohara.
- À la suite de la perte des pistes maîtresses, les épisodes 32 et 39 furent redoublés vers le milieu des années 1990, avec plusieurs voix différentes (notamment pour Oscar et André). L'édition VHS et l'édition collector en DVD reprennent le doublage d'origine, les épisodes perdus ayant été retrouvés par DYBEX en 1999.

## VHS / DVD / Blu-Ray
À noter que l'intégralité de la série est disponible en DVD, au format PAL.
En mars 1999 et Octobre 1999, Dynamic Visions (DYBEX) sort l'intégralité de la série en deux coffrets VHS.
En juin 2003, IDP sort sous forme de deux boîtes, chacune comprenant 20 épisodes en 4 dvd.
En juillet 2006, IDP sort une édition collector avec de nombreux bonus :
- la série complète en français et japonais sous-titré, en stéréo 2.0, le tout sur 7 DVD
- interview d'Osamu Dezaki (réalisation des épisodes 19 à 41),
- galeries de croquis et d'images,
- génériques karaoké,
- livret de 40 pages,
- artbook de 160 pages,
- 10 cartes collector.

En décembre 2015, @Anime sort une édition Ultimate en DVD et également en Blu-Ray avec de nombreux bonus :
- la série complète en français et japonais sous-titré, en 8 DVD ou 5 Blu-Ray
- le générique français chanté par Marie Dauphin
- un livre de 128 pages comportant l'étude historique des épisodes, la biographie des personnages, le portrait de Riyoko Ikeda, les différences entre l'anime et le manga, les biographies de l'équipe de production, l'étude des costumes d'époque, et de nombreuses archives de production.